# 長命寺 (野田市)
長命寺（ちょうめいじ）は、千葉県野田市にある真宗大谷派の寺院。

## 概略と沿革
1220年（承久2年）、西念によって開山された。
68年後の1288年（正応元年）、本願寺第三世覚如が当寺を訪れた際、西念がなおも存命だったことから、「長命寺」の名を与えた。
付近は野田醤油の醸造町が形成されており、江戸時代後期より、樽職人の信仰を集めるようになった。

## 交通アクセス
- 東武野田線野田市駅より徒歩10分。